# Neocatolaccus vignae
Neocatolaccus vignae är en stekelart som beskrevs av Jean Risbec 1951. Neocatolaccus vignae ingår i släktet Neocatolaccus och familjen puppglanssteklar.
Artens utbredningsområde är Senegal. Inga underarter finns listade i Catalogue of Life.